# Рекреационный дайвинг

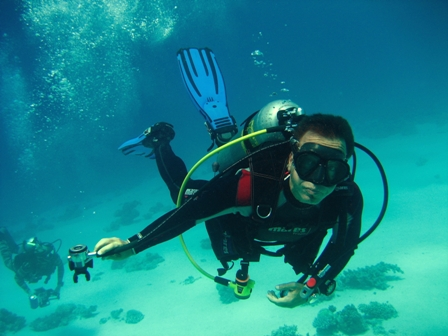
Рекреационный дайвинг в Шарм-эш-Шейхе

Рекреацио́нный да́йвинг, рекреацио́нные погруже́ния — подводное плавание, позиционируемое для отдыха, развлечения. Во главу угла поставлена безопасность и общедоступность.
В противоположность профессиональному (коммерческому) дайвингу, когда дайверы выполняют во время погружений работу и её, как правило, оплачивает заказчик, — рекреационные дайверы наоборот, чаще всего платят за обеспечение своих погружений.
Рекреационный дайвинг можно разделить на спортивный и технический дайвинг.

### Рекреационный дайвинг.
Рекреационный дайвинг — это безостановочные погружения (ныряние) с использованием воздуха или обогащенного воздуха (nitrox) до максимальной глубины 40 м (без декомпрессии), с проникновением в надголовные среды (трюмы затонувших кораблей, пещеры) в зоне естественного света на расстояние до 40 метров от поверхности до возвратной точки погружения. Все рекреационные погружения выполняются ныряльщиком/дайвером с напарником. Целью погружений является ознакомление и изучение подводного мира, а также приобретение основополагающих знаний и навыков, которые необходимы для совершения безопасных подводных путешествий.

##### По целям погружений рекреационный дайвинг может быть
-   рифовый - самая распространенная разновидность на тропических побережьях, где дайверы ныряют с целью понаблюдать  кораллы, ракушки, водоросли, экзотических рыбок и других обитателей подводного мира;
-  кельп-дайвинг. От слова «kelp» — гигантская водоросль, растущая из морских недр. Встречаются они у западного побережья северной Америки. Здесь, среди мощных водорослей, ныряльщики могут почувствовать себя участником «фэнтези»;
-   сафари - групповое погружение с целью изучить просторы открытого моря там, где обитают диковинные морские жители или имеются скопления рыб. Самым экстремальным видом сафари считается дайвинг с акулами;
-    археологический. Представляет собой изучение древних затонувших городов или кораблей. Безусловно, сокровища там уже не найдешь, но антураж почувствовать можно. Например, с помощью первых серийных советских аквалангов «АВМ-1М» и «Украина»  были проведены подводные археологические исследования древнего поселения Горгиппия (Анапа); 
-   спелеологический - исследование подводных пещер;
-   глубоководный — ныряние на глубину 30-40 м. Этот вид уже не является массовым, поскольку видимость ограничена, а морских обитателей практически нет;
-   ледяной - самый экстремальный подвид дайвинга, где температура окружающей среды достигает 0°. Для подобных погружений необходима специальная экипировка и снаряжение, в том числе высокие требования предъявляются к системе воздухообеспечения. В России  такое занятие распространено в Архангельске, на Камчатке и Байкале.
Большинство рекреационных дайверов совершают в среднем не менее 8 погружений в год, но некоторые совершают несколько тысяч погружений в течение нескольких десятилетий и продолжают погружаться в свои 60-70 лет, иногда старше. Дайверы могут часто посещать местные места для дайвинга или погружаться в качестве туристов в более отдаленных местах, известных своей интересной подводной средой. В настоящее время у дайверов большой выбор при использовании современного снаряжения различных зарубежных изготовителей.
В большинстве случаев рекреационные погружения выполняются на глубину 15-30 м. При этом подводному туристу необходимо пройти минимальное обучение на дайвера начального уровня.  После обучения выдаётся пластиковый сертификат и дополнительно электронный. Это документы подтверждающие прохождения обучения.
Спортивные погружения имеют следующие ограничения:
- Максимальная глубина погружения зависит от квалификации дайвера. Например, в PADI,  WADI при наличии сертификата Deep Diver эта глубина составляет 40 метров.
- Запрещено превышение бездекомпрессионного предела
- В качестве дыхательной смеси используется сжатый воздух или найтрокс
- Погружения проводятся только на «открытой воде», не в «надголовных средах», когда доступ к водной поверхности отсутствует.

Обучение спортивного дайвера проходит в несколько этапов — от начального уровня (Open Water Diver) до дайв-мастера (Dive Master в системе PADI,  WADI, NDL или NAUI). Каждый уровень расширяет пределы погружений. Прохождение каждого курса подтверждается сертификатом. Дайвер может остановиться на любом этапе обучения, в зависимости от того, какие цели он преследует.
Существуют различные специализации, например: подводная фотография, подводная видеосъемка, погружения в сухом костюме и другие.
Технический дайвинг снимает ограничения спортивного дайвинга по мере подготовки, получаемой дайвером на технических курсах. IANTD, TDI и др. определяет этот термин как любое погружение в «надголовную среду» за пределы зоны дневного света, любое погружение глубже 40 метров и любое погружение, требующее декомпрессионных остановок. Разновидностями технического дайвинга являются кейв-дайвинг и болотный дайвинг.